# Draktusenfoting
Draktusenfotingen (Desmoxytes purpurosea) är en giftig chockrosa dubbelfoting. Den upptäcktes år 2007 i en kalkstensgrotta i Thailand i Mekongområdet och är ungefär tre centimeter lång. Dess rosa färg är avsedd som varningssignal eftersom den är taggig och producerar ren cyanid. Den är följaktligen mycket giftig. Eftersom den producerar cyanid luktar den som mandel, då både cyanid och mandel innehåller cyanogena glykosider.